# Kano Omata
Kano Omata –en japonés, 小俣 夏乃, Omata Kano– (Chigasaki, 24 de julio de 1996) es una deportista japonesa que compite en natación sincronizada.
Participó en los Juegos Olímpicos de Río de Janeiro 2016, obteniendo una medalla de bronce en la prueba de equipo. Ganó cuatro medallas de bronce en el Campeonato Mundial de Natación, en los años 2015 y 2017.

## Palmarés internacional
| Juegos Olímpicos   | Juegos Olímpicos        | Juegos Olímpicos  | Juegos Olímpicos  |
| Año                | Lugar                   | Medalla           | Prueba            |
| ------------------ | ----------------------- | ----------------- | ----------------- |
| 2016               | Río de Janeiro (Brasil) | Medalla de bronce | Equipo            |
| Campeonato Mundial |                         |                   |                   |
| Año                | Lugar                   | Medalla           | Prueba            |
| 2015               | Kazán (Rusia)           | Medalla de bronce | Equipo técnico    |
| 2015               | Kazán (Rusia)           | Medalla de bronce | Combinación libre |
| 2017               | Budapest (Hungría)      | Medalla de bronce | Equipo técnico    |
| 2017               | Budapest (Hungría)      | Medalla de bronce | Combinación libre |